# Corfitz Trolle
Corfitz Trolle (17. marts 1628 på Vallø – 21. marts 1684 i København) var en dansk gehejmeråd.

## Karriere
Han var en søn af Niels Trolle i dennes første ægteskab, med Mette Rud, studerede i sin ungdom ved Sorø Akademi, hvor han 1647 holdt en latinsk parentation over den udvalgte prins Christian, senere i udlandet (immatrikuleret ved universitetet i Orléans 1651).

### Under Frederik III
Trolle blev 1656 kammerjunker hos kong Frederik III, der 1658 lønnede ham med Bøvling Len, hvormed han fra 1661 forbandt inspektionen over kongens reserverede regalia i Ørum og Vestervig Amter. I de for Danmark og hans herre så farlige krigsår spillede Corfitz Trolle en særdeles virksom rolle, dels som mellemmand mellem kongen og de mænd, der havde lagt planen til Kronborgs genindtagelse, dels som leder af den i Skåne, særlig i Malmø, mod svenskerne rejste bevægelse. Det er de smukkeste år af hans liv, og hans modige optræden mangler ikke et stænk af romantik, da han i december 1658 henter sin fæstemø, den skønne Birgitte Rantzau (født 9. juni 1641), en datter af Frederik Rantzau til Asdal, til København, hvor deres bryllup stod 12. september 1660.
Fra 1664 til 1670 var han amtmand over Skanderborg Amt med Åkær Amt, de sidste par år dog kun af navn, idet kongen drog ham til København og betroede ham vigtige embeder. I begyndelsen af 1669 udnævntes han til gehejmeråd, assessor i Statskollegiet og i Højesteret, og en særlig virksomhed fik han som den, der skulle skaffe kongen hemmelige "Kundskaber".

### Under Christian V
Hos kong Christian V stod han, om muligt, i endnu højere yndest end hos hans fader, og ved Dannebrogordenens oprettelse 1671 var han blandt de første riddere. Uagtet Corfitz Trolle vistnok hørte til Griffenfelds nærmeste omgang, lod han sig som kongens højtbetroede hemmelige politichef bruge til at udspejde rigskansleren og var således blandt dem, der foranledigede hans fald, ligesom han var mellem hans dommere, hvor gehejmeråd Ove Juul førte forsædet. Og den vanskæbne, som virkelig synes at have ramt flere af disse, traf også Corfitz Trolle, idet han døde som en fattig mand 21. marts 1684. Hans økonomiske elendighed er så meget mærkeligere, som han fra 1670 var aflagt med 4.000 rigsdaler årligt; desuden havde han allerede 1649 tiltrådt sit fædrene gods Skarholt i Skåne, som han solgte 1661, og senere (1667) arvet Sandholt i Fyn. Han har været en dårlig husholder, hvad han viste både ved bestyrelsen af sit eget gods, der var stærkt behæftet, og ved administrationen af Herlufsholm, hvis skoleherre han til stiftelsens uheld var fra 1675 til sin død. Hans enke, der i sine senere år var sindsforvirret, døde på Brahetrolleborg 1. februar 1695.